# Philip Wharton
Philip Wharton, primer duc de Wharton (21 de desembre de 1698 - Poblet, 31 de maig de 1731) fou un noble anglès.

## Biografia
Va ser un cas estrany en la història anglesa, l'únic des del segle xviii, en què un ducat va ser transferit a un menor d'edat que no era parent proper del monarca. Va ser l'últim descendent de la baronia original de Wharton. Va rebre el títol del baró després de la mort del seu pare el 1715, just un mes després de la unió amb la seva primera dona, Martha Holmes. Després va ser nomenat duc de Wharton el 1718, als 19 anys.
La seva vida va ser curta però plena de controvèrsies. Es va veure embolicat amb l'assumpte del "Club Hellfire" (Club del foc infernal) que va ser suprimit per "blasfèmia i profanació". Era conegut per freqüentar les cases de joc de Londres i per les sumes considerables que va perdre en la Companyia dels Mars del Sud (The South Sea Company) Finalment va entrar al servei del vell pretendent Jacobo Francisco Estuard, que li va concedir el títol jacobita de duc de Northumberland i després l'Ordre de la Lligacama.
Servint al pretendent, Wharton va viatjar a Roma i després a Madrid i va lluitar contra l'exèrcit anglès a Gibraltar. Per aquests actes i per haver contribuït a divulgar que Jordi II era il·legítim, va ser declarat proscrit i jutjat per alta traïció. El 3 abril de 1729, una resolució del Parlament el va privar dels seus títols i van esser confiscades les seves propietats.
Philip Wharton va morir el 31 de maig del 1731 al monestir de Poblet en companyia de la seva dona, amb greus problemes d'alcoholisme i en completa indigència. Va ser, però, enterrat al monestir de Poblet (Tarragona). Va morir sense hereus.
Antigament la seva tomba se situà a l'atri de l'església abacial, no fou fins a la restauració monàstica quan Franco va decidir treure del seu lloc primigeni la tomba, ara situada prop la sagristia nova.

## Vida maçònica

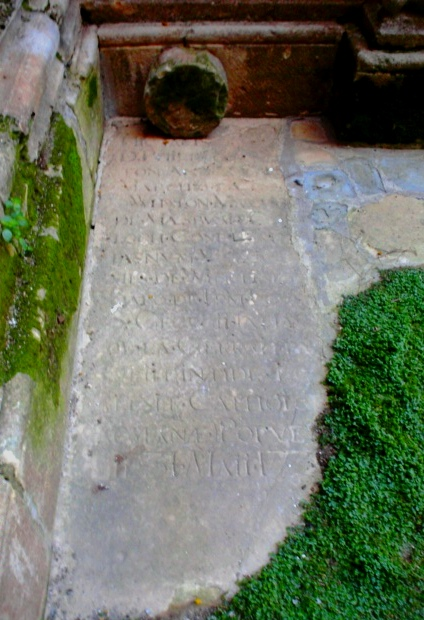
làpida del Duc de Wharton.

La seva història maçònica és igualment de tots colors. Sense haver estat mestre de la seva Lògia "King's Arms" a prop de la catedral de Sant Pau, a Londres se les va arreglar per a ser elegit sisè Gran Mestre el 24 de juny de 1722. Va estar en el càrrec dos anys, en els quals se signen les Constitucions de 1723.
A partir d'aquesta data, ja que va dimitir a finals d'any, no va fer molt més a Anglaterra encara que va constituir la primera lògia en sòl estranger que figura en els arxius de la Gran Lògia d'Anglaterra: la Número 50, "French Arms" (Armes franceses), al carrer de San Bernardo a Madrid, de la qual arribà una sol·licitud de reconeixement que va ser rebuda el 17 d'abril del 1728 i concedida el 27 de març del 1729, gairebé sis anys després que el duc de Wharton hagués dimitit com a oficial (posteriorment seria la lògia número 1 del Gran Orient d'Espanya). El seu nom va ser relacionat amb l'ordre dels Gormogons.
La lògia de recerca de la Gran Lògia d'Espanya porta avui el seu nom.